# Tibor Klampár
Tibor Klampár (* 30. dubna 1953 Budapešť) byl maďarský reprezentant ve stolním tenise, člen klubů Postás SE a Budapesti Spartacus. Patřil k průkopníkům používání trichlorethylenu k lepení potahů na pálky, což pomáhá zrychlovat údery. Získal dva tituly mistra světa: v roce 1971 ve čtyřhře s Istvánem Jónyerem a v roce 1979 v turnaji družstev. Z mistrovství Evropy ve stolním tenise má tři zlaté medaile: v roce 1974 vyhrál s Jónyerem čtyřhru a v letech 1978 a 1982 týmovou soutěž. Také vyhrál ve dvouhře Světový pohár ve stolním tenise a turnaj Europe Top 12, oba v roce 1981. Získal dvacet pět titulů mistra Maďarska, z toho devět ve dvouhře. Startoval při premiéře stolního tenisu na olympijských hrách v roce 1988: ve čtyřhře spolu s Zsoltem Kristonem vypadli v základní skupině, ve dvouhře obsadil čtvrté místo. V letech 1969, 1970, 1971, 1976, 1979, 1980, 1981, 1983 a 1988 byl vyhlášen maďarským stolním tenistou roku, v roce 2015 byl uveden do síně slávy evropského stolního tenisu.